# Saint-Cergues
Saint-Cergues ist eine französische Gemeinde im Département Haute-Savoie in der Region Auvergne-Rhône-Alpes.

## Geographie
Saint-Cergues liegt auf 560 m, etwa 14 Kilometer östlich der Stadt Genf (Luftlinie). Das Dorf erstreckt sich leicht erhöht am unteren Westhang der Bergkette von Les Voirons, über dem Tal des Foron (Zufluss der Arve), nahe der Grenze zur Schweiz.
Die Fläche des 12,55 km² großen Gemeindegebiets umfasst einen Abschnitt am Rand des Genferseebeckens. Das Gebiet wird von Nordosten nach Südwesten vom Foron parallel zur Bergkette von Les Voirons durchflossen. Der Bach benutzt als Flusstal eine Schmelzwasserrinne, die einst am Rand des eiszeitlichen Rhonegletschers entstanden war. Westlich dieses Tals verläuft die Grenze auf der Anhöhe von Monniaz (bis 530 m). Nach Osten erstreckt sich der Gemeindeboden über die Geländeterrasse von Saint-Cergues bis auf den dicht bewaldeten Kamm von Les Voirons, auf dem mit 1480 m die höchste Erhebung von Saint-Cergues erreicht wird. Die südliche Abgrenzung wird durch die Erosionsrinne des Baches Chandouze gebildet.
Zu Saint-Cergues gehören neben dem eigentlichen Zentrum verschiedene Weilersiedlungen, darunter:
- Le Bourgeau (533 m)
- Bourjaillet (526 m)
- La Tuilière (542 m)
- Les Fontaines (539 m)
- La Charrière (566 m)
- L’Archet (570 m)
- Le Bois (600 m)
- Les Baraques (559 m)
- Terret (590 m)
- Borringes (580 m)

Nachbargemeinden von Saint-Cergues sind Machilly im Norden, Bons-en-Chablais und Boëge im Osten, Cranves-Sales und Juvigny im Süden sowie die schweizerische Gemeinde Jussy (Kanton Genf) im Westen.

## Geschichte
Das Gemeindegebiet von Saint-Cergues war bereits in vorgeschichtlicher Zeit besiedelt. Der Ortsname geht auf den heiligen Cyricus, einen Märtyrer aus dem 4. Jahrhundert, zurück.

## Sehenswürdigkeiten

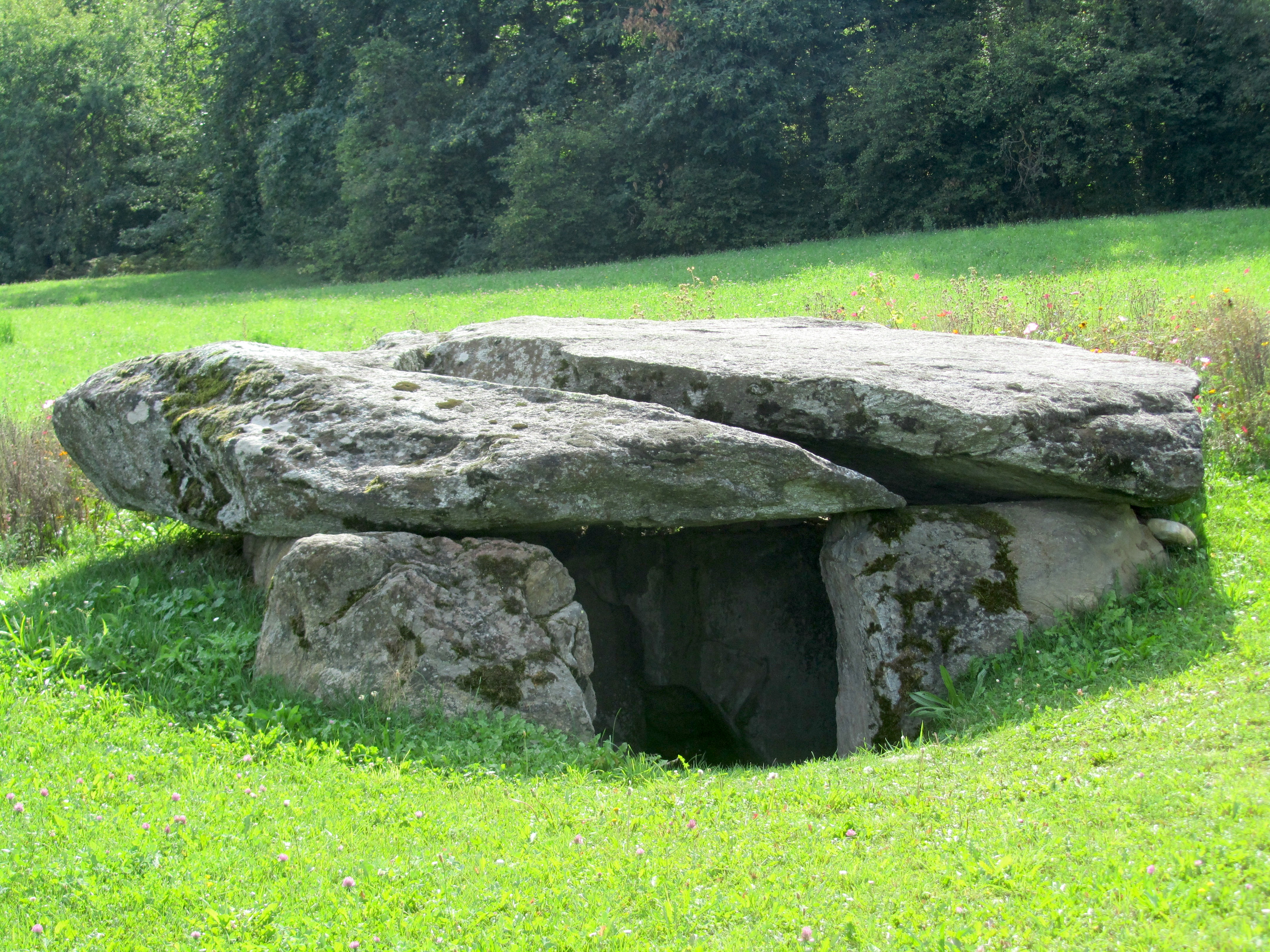
Cave aux Fées oder Feenkeller

Die Dorfkirche wurde im Stil der Neugotik errichtet. Am Waldrand oberhalb des Dorfes steht die Kapelle von Clermont aus dem 19. Jahrhundert. Erhalten sind auch zwei Herrschaftssitze, nämlich das Château de Neydens und das Château de Locon. Am südlichen Gemeinderand befindet sich der Dolmen Cave aux Fées.

## Bevölkerung
| Jahr                       | 1962 | 1968 | 1975 | 1982 | 1990 | 1999 |
| Einwohner                  | 1152 | 1291 | 1830 | 2088 | 2337 | 2513 |
| Quellen: Cassini und INSEE |      |      |      |      |      |      |

Mit 3779 Einwohnern (Stand 1. Januar 2022) gehört Saint-Cergues zu den mittelgroßen Gemeinden des Département Haute-Savoie. Seit Beginn der 1960er Jahre wurde dank der attraktiven Wohnlage ein kontinuierliches starkes Bevölkerungswachstum verzeichnet. Außerhalb des alten Dorfkerns entstanden am aussichtsreichen Hang von Les Voirons zahlreiche Einfamilienhausquartiere.

## Wirtschaft und Infrastruktur
Saint-Cergues war bis weit ins 20. Jahrhundert hinein ein vorwiegend durch die Landwirtschaft geprägtes Dorf. Heute gibt es verschiedene Betriebe des lokalen Klein- und Mittelgewerbes. Zahlreiche Erwerbstätige sind Wegpendler, die in den größeren Ortschaften der Umgebung, vor allem im Raum Genf-Annemasse, ihrer Arbeit nachgehen.
Die Ortschaft ist verkehrsmäßig gut erschlossen. Sie liegt oberhalb der Hauptstraße N206, die von Annemasse nach Thonon-les-Bains führt. Weitere Straßenverbindungen bestehen mit Bons-en-Chablais, Juvigny und Jussy. In der Gemeinde befand sich außerdem ein Bahnhof an der Strecke Annemasse–Thonon-les-Bains.